# 327 (číslo)
Tři sta dvacet sedm je přirozené číslo, které následuje po čísle tři sta dvacet šest a předchází číslu tři sta dvacet osm. Římskými číslicemi se zapisuje CCCXXVII a řeckými číslicemi τκζ.

## Matematika
327 je:
- Poloprvočíslo
- Nešťastné číslo

## Astronomie
- (327) Columbia je planetka hlavního pásu, kterou objevil v roce 1892 Auguste Charlois

## Doprava
- Silnice II/327 je česká silnice II. třídy vedoucí na trase Nové Dvory – Záboří nad Labem – Týnec nad Labem – Chlumec nad Cidlinou – Nový Bydžov – Smidary – Podhorní Újezd a Vojice[1][2][3][4][5]

## Roky
- 327
- 327 př. n. l.